# Xaxim
O termo xaxim pode se referir a certas pteridófitas (avencas ou samambaias) arborescentes, ou ainda, ao tronco destas, o qual pode ser serrado em pequenos segmentos que são utilizados como substrato para o crescimento de outras plantas, geralmente epífitas como orquídeas. A espécie mais conhecida destas plantas é a Dicksonia sellowiana, da família das dicksoniáceas, nativa da Mata Atlântica e América Central (especialmente dos estados de Minas Gerais, Rio de Janeiro, São Paulo, Paraná, Santa Catarina e Rio Grande do Sul, no Brasil). O xaxim também é conhecido pelo nome de sambambaiaçu, termo originário da língua tupi que significa "samambaia grande". Devido a sua beleza, praticidade e diferenciais a exploração do seu caule para fabricação de vasos se tornou bastante comum, bem como sua utilização em projetos de jardins e construções. O modismo do uso do xaxim, como suporte para orquídeas e bromélias, também surgiu por ser muito mais barato do que um vaso de barro.
Essas atividades levaram o xaxim a entrar na lista das espécies ameaçadas de extinção do Instituto Brasileiro do Meio Ambiente e dos Recursos Naturais Renováveis (Ibama). Isso porque, além da exploração desenfreada, ao retirar a planta de seu habitat natural e plantar em lugares inadequados, ela morre rapidamente, diminuindo a população da espécie e aumentando o risco de seu desaparecimento.

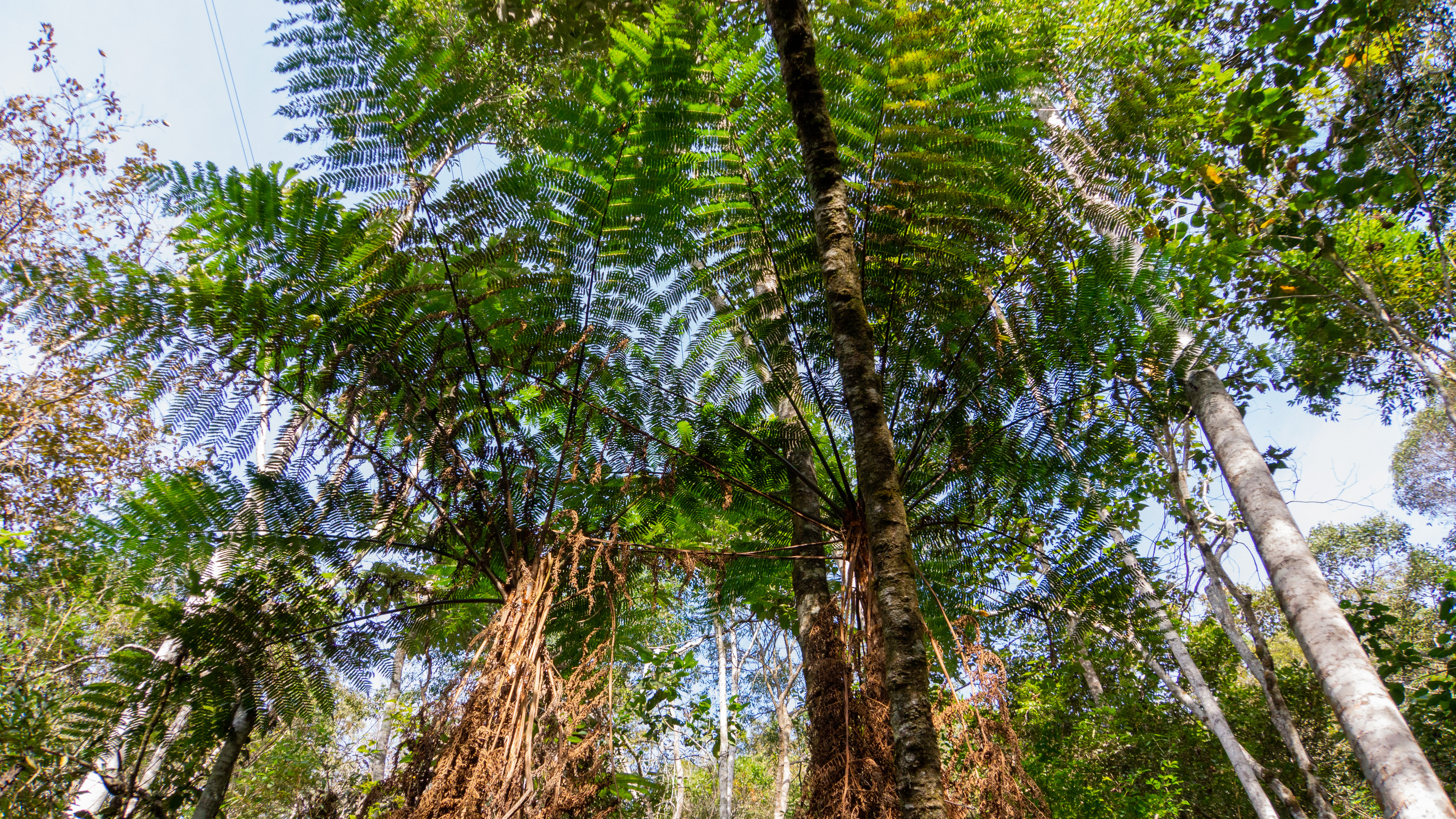
Dois samambaiaçus de porte grande na RPPN Mata do Jambreiro, em Nova Lima/MG

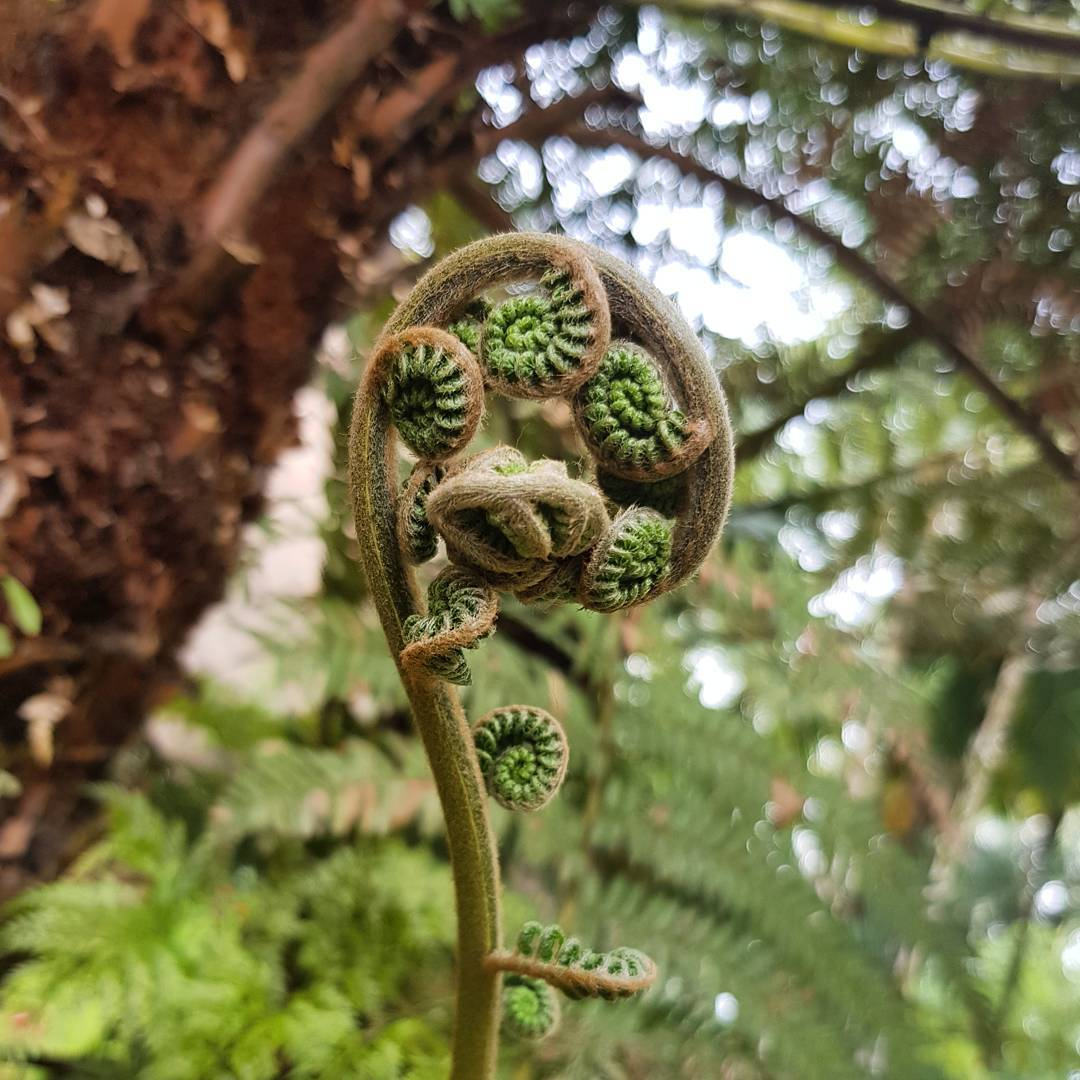
Broto de Xaxim em Benedito Novo/SC

## Descrição
O tronco (cáudice) é constituído por um caule ereto, cilíndrico, envolvido e sustentado por uma massa de raízes adventícias (que se desenvolvem a partir do caule e não da raiz embrionária), a qual é usada de suporte para o cultivo de outras plantas. Possui frondes bipenadas de até 2 metros. Devido à extração desenfreada do cáudice, a espécie está ameaçada de extinção e sua extração está proibida em todo o Brasil.  O xaxim é uma planta do grupo das pteridófitas, assim como as avencas, cavalinhas e a samambaia.

## Influência naToponímiaBrasileira
A cidade catarinense de Xaxim recebeu esse nome em homenagem à planta.